# Endotricha pyrosalis
Endotricha pyrosalis là một loài bướm đêm thuộc họ Pyralidae. Loài này có ở Úc và is common in Sydney và Melbourne.
Sải cánh dài khoảng 20 mm.

## Hình ảnh

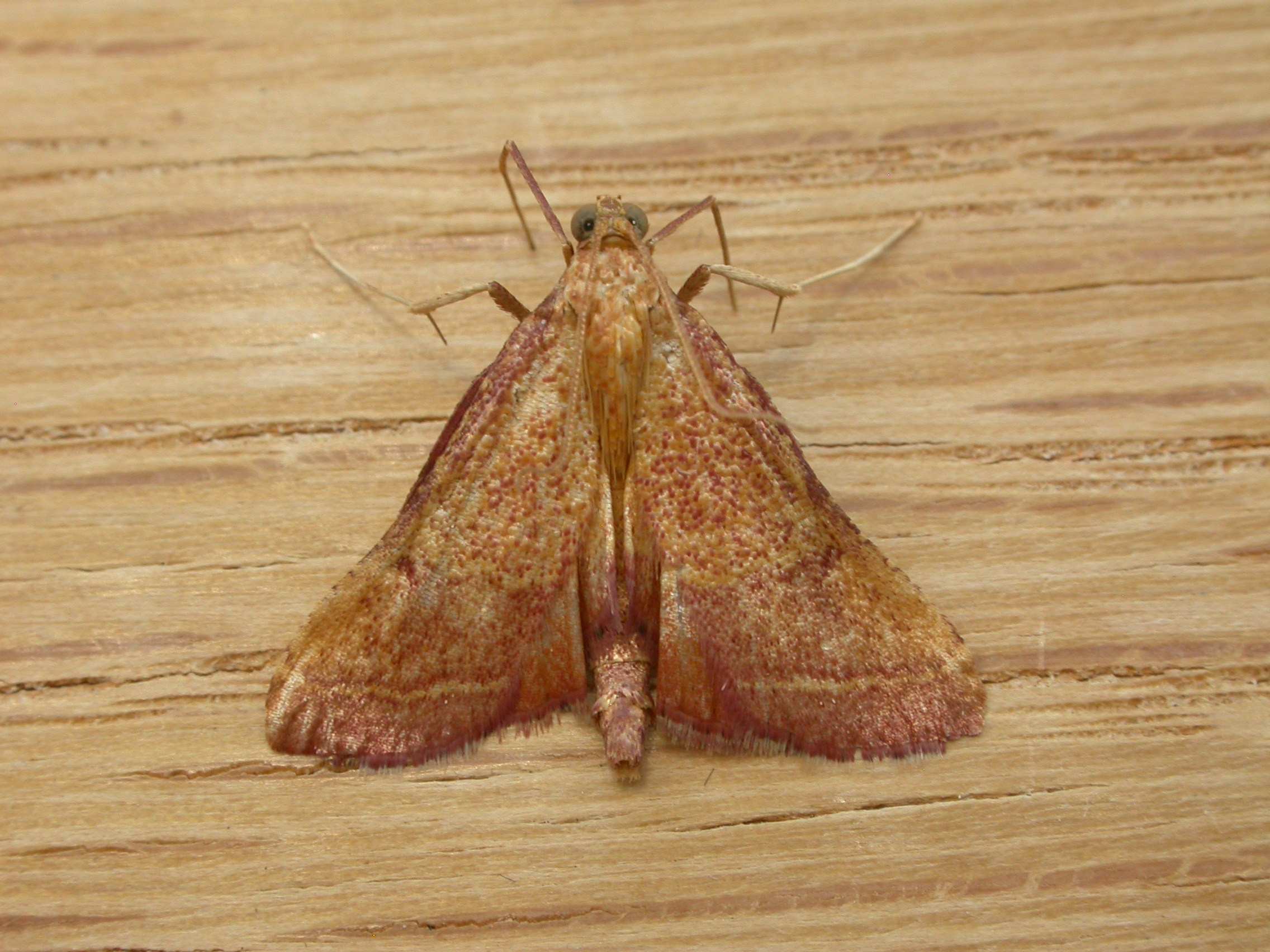